# White River (affluente Missouri)
Il White River in spagnolo Rio Blanco è un fiume che scorre tra gli stati americani dell'Arkansas e del Missouri, affluente di destra del Mississippi.

## Geografia
Il white River, (letteralmente "Fiume Bianco"), è un fiume lungo 1.162 km il che lo porta al 141º posto tra i fiumi più lunghi del mondo. La sorgente del White River si trova nelle Boston Mountains nell'Ozark-St. Francis National Forest, nord-ovest dell'Arkansas a 689 metri d'altezza, il fiume finisce poi, come affluente, nel Mississippi a 57 metri d'altezza.
La sua portata media è superiore ai 700 m³/s ma nei periodi di piena può superare i 4.300 m³/s.

## Ecologia
Nella parte bassa del fiume esiste una grande varietà di specie animali a partire dagli orsi, il tacchino selvatico, uccelli canori e oltre 160 diverse specie di pesci